# Thyris usitata
Thyris usitata är en fjärilsart som beskrevs av Butler 1879. Thyris usitata ingår i släktet Thyris och familjen Thyrididae. Inga underarter finns listade i Catalogue of Life.

## Bildgalleri

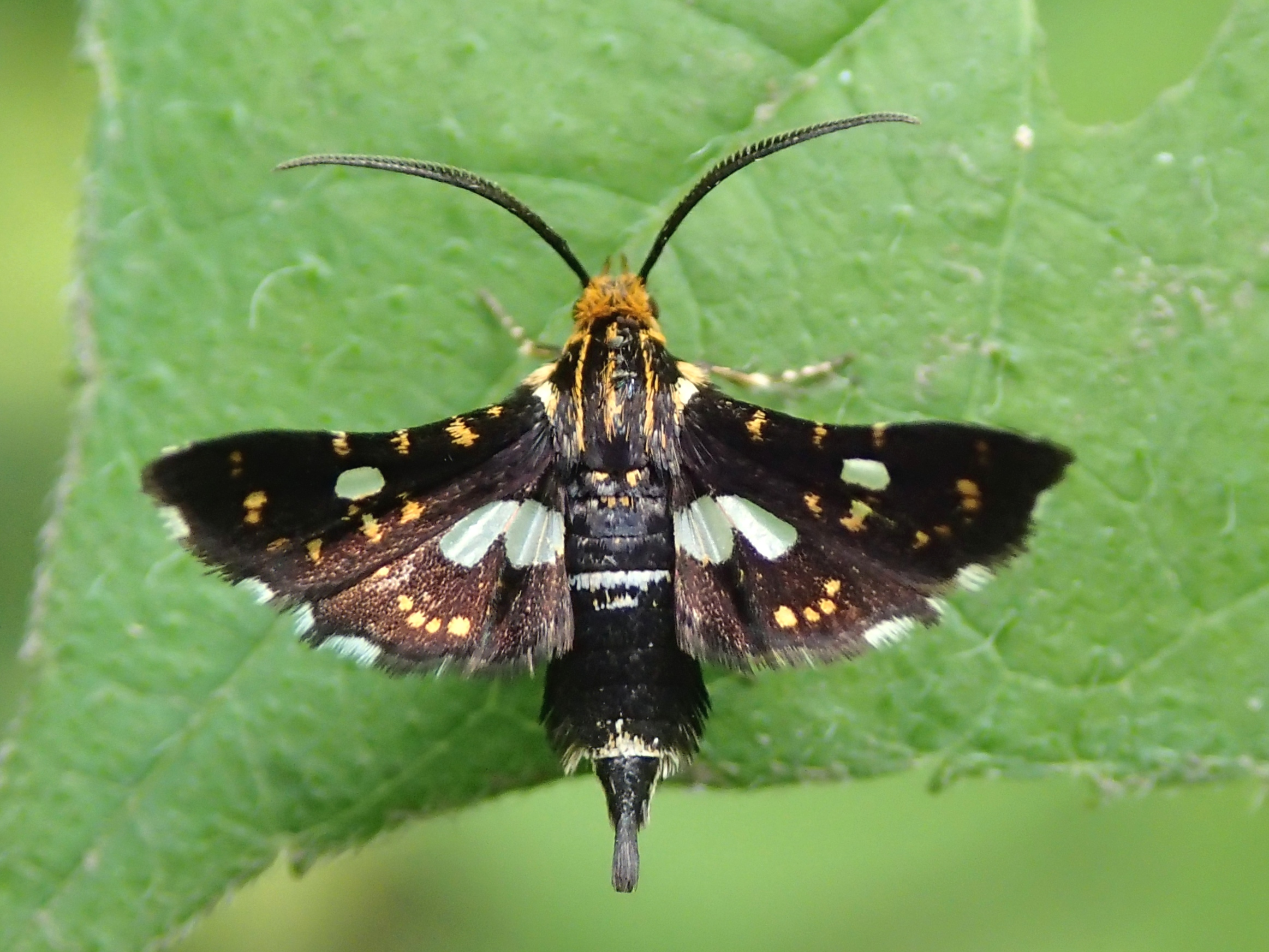
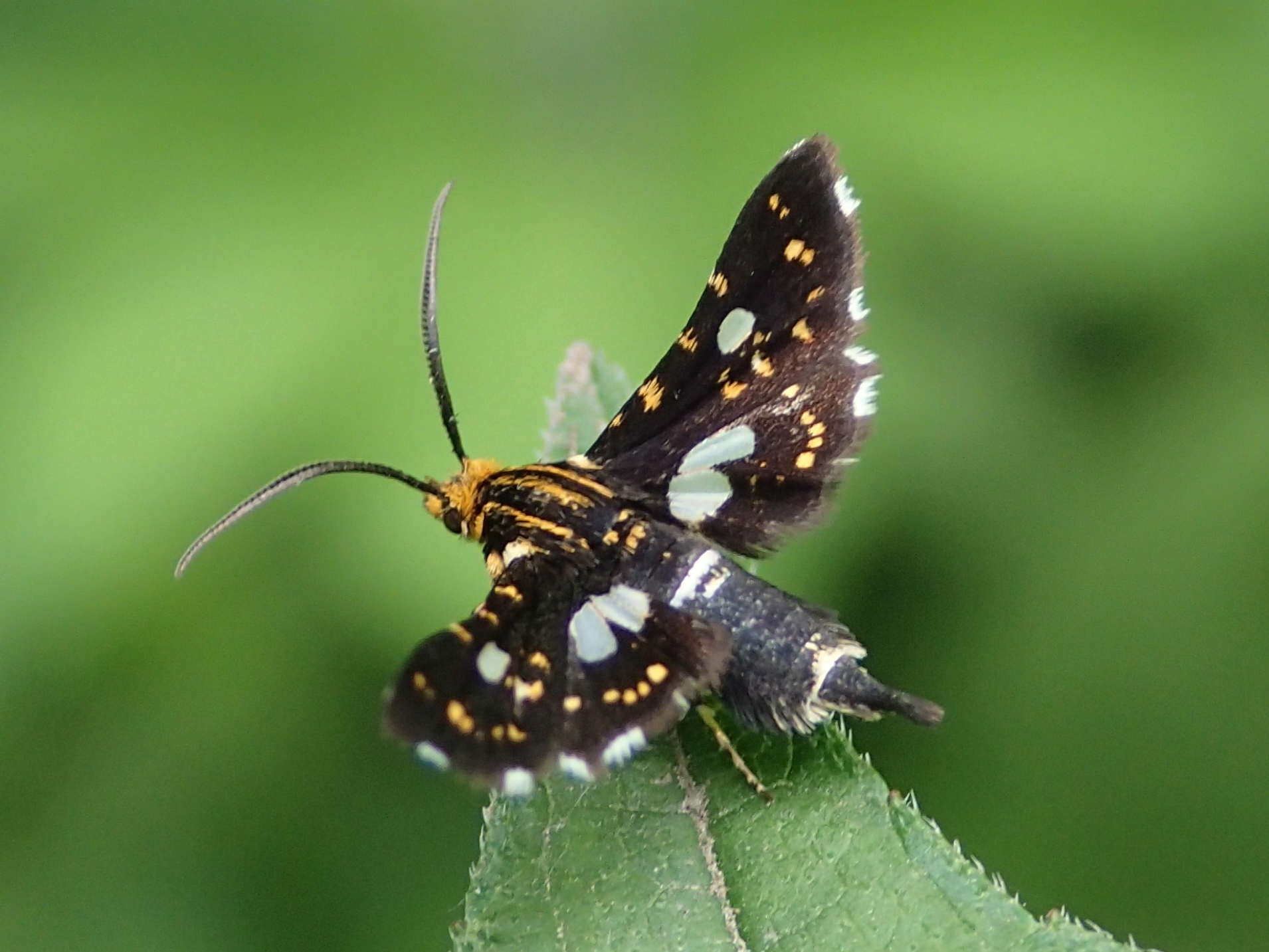
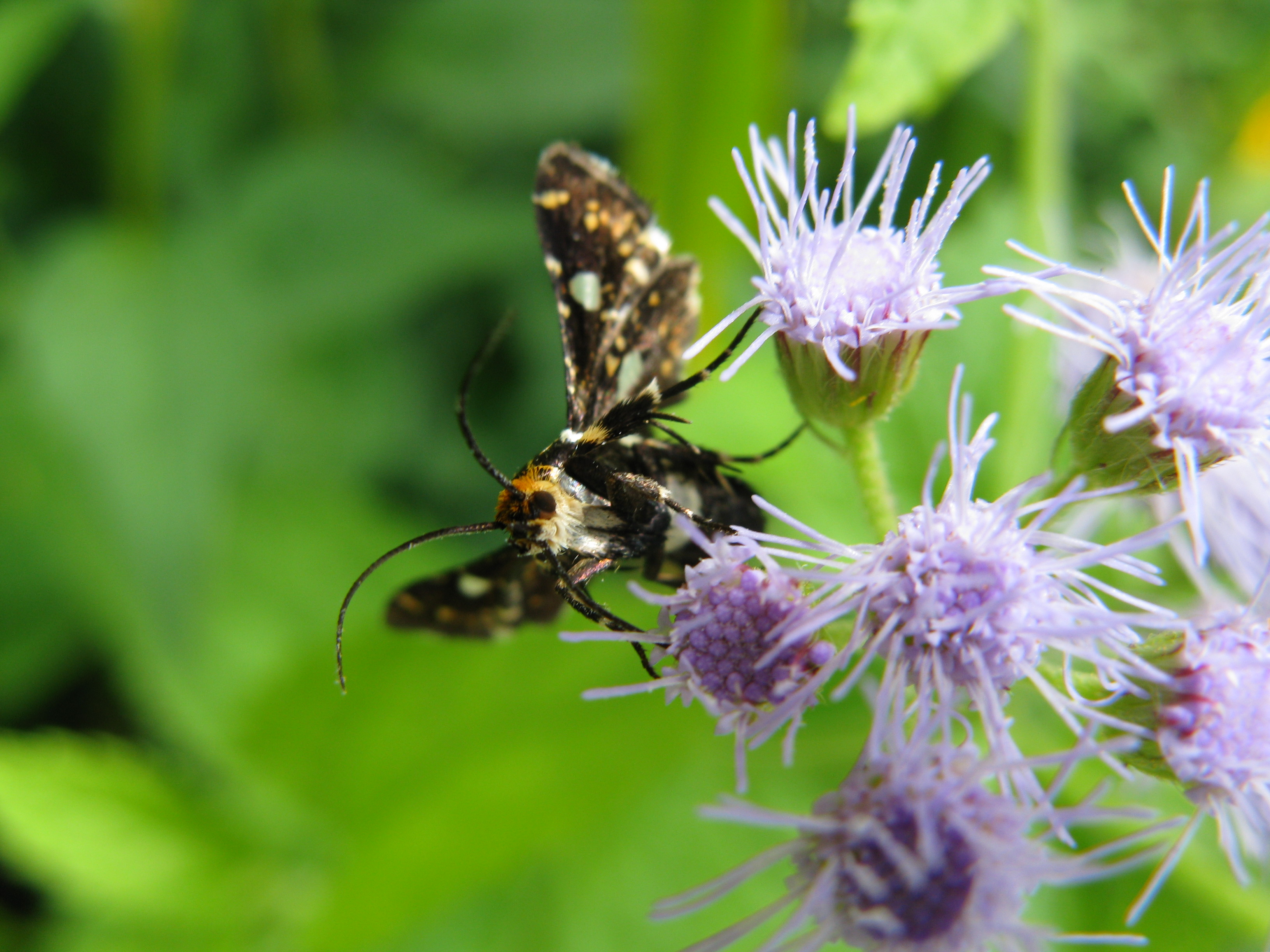
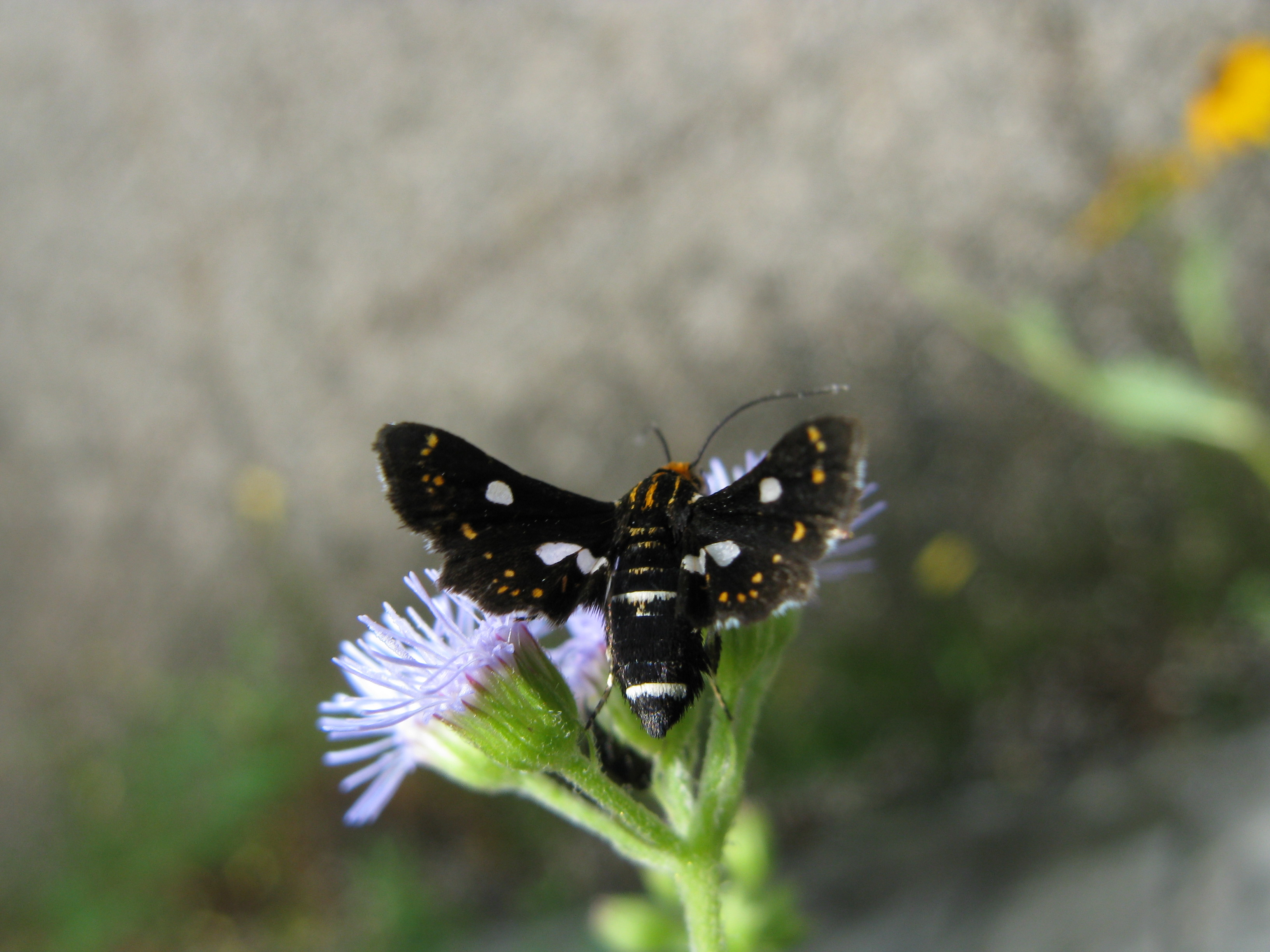